# アシュラーフ・アリー・ハーン
アシュラーフ・アリー・ハーン（Ashraf Ali Khan, 1759年以前 - 1770年 3月24日）は、東インドのベンガル太守 （在位：1770年）

## 生涯
1759年以前、ベンガル太守ミール・ジャアファルの四男として生まれた。
1770年3月10日、兄の太守ナジャーバト・アリー・ハーンが天然痘で死亡したことにより、アシュラーフ・アリー・ハーンが太守位を継承した。
だが、同年3月24日にアシュラーフ・アリー・ハーンも天然痘で死亡し、太守位は弟のムバーラク・アリー・ハーンが継承した。